# Senat von West Virginia

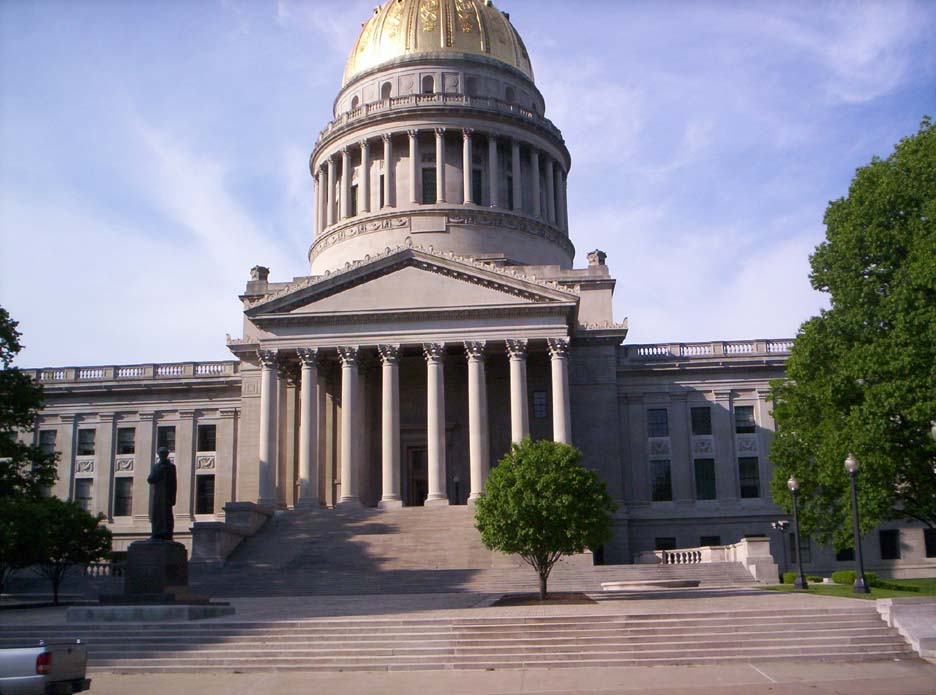
Das West Virginia State Capitol

Der Senat von West Virginia (West Virginia State Senate) ist das Oberhaus der West Virginia Legislature, der Legislative des US-Bundesstaates West Virginia.
Die Parlamentskammer setzt sich aus 34 Senatoren zusammen, wobei jeweils zwei von ihnen einen Wahldistrikt repräsentieren. Die Senatoren werden jeweils für vierjährige Amtszeiten gewählt. Außerdem sind diese Amtszeiten so gestaffelt, dass immer die Hälfte der Senatoren jede zwei Jahre neu gewählt wird. Der Sitzungssaal des Senats befindet sich gemeinsam mit dem Abgeordnetenhaus im West Virginia State Capitol in der Hauptstadt Charleston.

## Distriktsystem
Das Distriktsystem von West Virginia ist einzigartig in den Vereinigten Staaten. Das bevölkerungsreichste County, Kanawha County, ist in zwei separate Distrikte unterteilt. In der Praxis bedeutet das, dass dort alle zwei Jahre zwei Abgeordnete gewählt werden. Die verbleibenden 54 Countys in West Virginia sind auf die restlichen fünfzehn Distrikte aufgeteilt, wobei die County-Grenzen unberücksichtigt bleiben. Das besondere an diesem System ist nun, dass kein Distrikt mehr als einen Senator aus demselben County stellen darf, die Bevölkerung spielt hierbei keine Rolle. Das bedeutet z. B., dass einer von den zwei Senatoren aus dem 5. Distrikt im Cabell County wohnhaft sein muss und der andere in dem kleinen Teilstück von Wayne County, das zum 5. Distrikt gehört, auch wenn das Cabell County mehr Einwohner als der Teil des Wayne County im 5. Distrikt hat. Ferner können beide Senatoren von jedem innerhalb des Distrikts gewählt werden; es müssen nicht die Bürger aus dem County sein, wo der Senator wohnhaft ist.

## Präsident des Senats
Der Präsident des Senats ist derzeit Craig Blair. Präsident pro tempore ist die Republikanerin Donna Boley.
Von 1995 bis 2011 war Earl Ray Tomblin Senatspräsident. Er rückte im November 2010 an die Staatsspitze in das Amt des Gouverneurs auf, nachdem sein Vorgänger Joe Manchin in den US-Senat gewählt worden war; zuvor hatte Tomblin als Senatspräsident ex officio den Posten des Vizegouverneurs eingenommen. Im Januar 2011 erfolgte eine Ergänzung zur Geschäftsordnung des Senats, wonach das Amt des Acting President geschaffen würde. Der jeweilige Inhaber folgt dem Senatspräsidenten, falls dieser zum kommissarischen Gouverneur aufrückt. Das Amt des Senatspräsidenten wiederum war eigens im West Virginia Code verankert worden, um die Nachfolge des Gouverneurs zu regeln.
In Abwesenheit des Senatspräsidenten steht der jeweilige Präsident pro tempore den Plenarsitzungen vor. Dieser wird von der Mehrheitsfraktion des Senats gewählt und später durch die Kammer bestätigt. Erster Acting President wurde der Republikaner Bill Cole.

## Zusammensetzung
| Partei | Partei                 | Abgeordnete |
| ------ | ---------------------- | ----------- |
|        | Demokratische Partei   | 3           |
|        | Republikanische Partei | 31          |
| Summe  | Summe                  | 34          |

Mehrheitsführer (Majority leader) der Republikaner ist Tom Takubo; Oppositionsführer (Minority leader) der Demokraten ist Mike Woelfel.